# Campeonato Africano de Voleibol Feminino Sub-23
O Campeonato Africano de Voleibol Feminino Sub-23 é um torneio organizado pela CAVB para jogadoras abaixo dos 23 anos. Sua primeira edição ocorreu em 2014 na Argélia. A seleção do Egito é atual e maior campeã da competição.

## História
Devido à criação do Campeonato Mundial de Voleibol Feminino Sub-23 a Confederação Africana de Voleibol se viu na necessidade de reunir as melhores seleções do continente para definir seus representantes na competição mundial da categoria1 . A primeira edição do Campeonato Africano Sub-23 ocorreu na Argélia e teve como campeã a seleção egípcia, que obteve o maior número de vitórias, seguida da Tunísia das anfitriãs e de Botswana. O campeão Egito classificou-se para o Campeonato Mundial de Voleibol Feminino Sub-23 de 2015.
A segunda edição da competição ocorreu na cidade de Nairóbi, capital do  Quênia, com a participação de cinco países jogando em sistema round-robin: o Egito, defensor do título, Botsuana, e as estreantes seleções de Senegal, de Ruanda e do próprio Quênia. Com uma atuação perfeita, a seleção egípcia confirmou a sua supremacia na categoria Sub-23 feminina, tendo vencido todos os adversários; a equipe garantiu, ainda, o direito de representar o continente africano no Campeonato Mundial de Voleibol Feminino Sub-23 de 2017. Com apenas uma derrota, as donas de casa ficaram com a medalha de prata, enquanto as ruandesas contentaram-se com o bronze; Botsuana e Senegal ocuparam a quarta e quinta posições, respectivamente. A egípcia Aya Ahmed foi eleita a MVP da competição.

## Quadro Geral
| Ordem | País    | Medalha de ouro | Medalha de prata | Medalha de bronze | Total |
| ----- | ------- | --------------- | ---------------- | ----------------- | ----- |
| 1     | Egito   | 2               | 0                | 0                 | 2     |
| 2     | Quênia  | 0               | 1                | 0                 | 1     |
| 2     | Tunísia | 0               | 1                | 0                 | 1     |
| 4     | Argélia | 0               | 0                | 1                 | 1     |
| 4     | Ruanda  | 0               | 0                | 1                 | 1     |

## MVP por edição
- 2014 -  Jihen Mohamed
- 2016 -  Aya Ahmed